# Władimir Kriukow
Władimir Wiktorowicz Kriukow (ros. Владимир Викторович Крю́ков; ur. 3 lipca?/15 lipca 1897 w Buturlinowce, zm. 16 sierpnia 1959 w Moskwie) – radziecki dowódca wojskowy, generał porucznik, Bohater Związku Radzieckiego (1945).

## Życiorys
Urodził się w rosyjskiej rodzinie chłopskiej. W 1914 skończył szkołę realną w Riazaniu, od grudnia 1914 służył w rosyjskiej armii, 1915 ukończył szkołę podoficerską i we wrześniu 1915 został skierowany na front I wojny światowej. Dowodził plutonem w pułku piechoty i zwiadem konnym pułku, w grudniu 1917 został zdemobilizowany, po czym wrócił do Riazania. Wkrótce wstąpił do oddziału Czerwonej Gwardii, w czerwcu 1918 został zastępcą dowódcy tego oddziału, następnie dowódcą sotni oddziału, brał udział w walkach nad Donem i na Froncie Południowym.
W październiku 1918 wstąpił do Armii Czerwonej, był adiutantem sztabu „czerwonego” oddziału w Baku, potem od grudnia 1918 dowódcą plutonu, a od września 1919 dowódcą szwadronu, szefem komendy gospodarczej i zastępcą szefa sztabu Samodzielnej Brygady Kawalerii przy 38 Dywizji Strzeleckiej. W listopadzie 1919 został zastępcą dowódcy sotni w 10 Armii Frontu Południowego, w maju 1920 zastępcą dowódcy i dowódcą szwadronu komisariatu wojskowego Rejonu Kaukaskiego Frontu Południowego, potem dowódcą samodzielnego oddziału specjalnego przeznaczenia, na czele którego brał udział w walkach na Północnym Kaukazie.
Od września 1920 dowodził samodzielnym szwadronem przy batalionie wartowniczym w mieście Kropotkin, a od stycznia 1921 dowodził pułkiem kawalerii w 40 Samodzielnej Brygady Kawalerii Wojsk Wewnętrznej Straży Republiki, uczestniczył w wojnie domowej na Froncie Południowym w walkach przeciw wojskom gen. Denikina. W marcu 1921 został dowódcą samodzielnego szwadronu 39 Brygady Piechoty Północnokaukaskiego Okręgu Wojskowego, od sierpnia 1921 do 1922 był zastępcą dowódcy 82 pułku kawalerii w składzie 14 Dywizji Kawalerii, w 1924 ukończył oddział starszej kadry dowódczej przy Wyższej Kawaleryjskiej Szkole Armii Czerwonej w Leningradzie i we wrześniu 1924 został komendantem szkoły pułkowej 67 pułku kawalerii w składzie 3 Brygady Kawalerii Północnokaukskiego Okręgu Wojskowego.
Od czerwca 1925 do marca 1931 służył w 11 Dywizji Kawalerii kolejno jako komendant szkoły pułkowej 89 pułku kawalerii, szef sztabu 68 pułku kawalerii, w marcu 1931 został szefem Sekcji 1 (Operacyjnej) Sztabu 6 Czongarskiej Dywizji Kawalerii w Białoruskim Okręgu Wojskowym, 1932 ukończył kurs Akademii Wojskowej Armii Czerwonej im. Frunzego. Od czerwca 1933 do października 1937 dowodził 20 Salskim Pułkiem Kawalerii odznaczonej orderem Czerwonego Sztandaru 4 Dywizji Kawalerii, od października 1937 do lutego 1940 wykładał taktykę na Kursach Kawaleryjskich odznaczonych orderem Czerwonego Sztandaru w Nowoczerkasku, w lutym-marcu 1940 brał udział w wojnie ZSRR z Finlandią jako dowódca 306 pułku strzelców w składzie 62 Dywizji Strzeleckiej. W maju 1940 został dowódcą 8 Brygady Strzelców Leningradzkiego Okręgu Wojskowego w Hanko, od 1941 należał do WKP(b), 11 marca 1941 został wyznaczony dowódcą 198 Dywizji Zmotoryzowanej.
Od czerwca 1941 w ramach Wielkiej wojny ojczyźnianej uczestniczył w walkach z Finami na Przesmyku Karelskim, a we wrześniu 1941 wraz z dywizją został włączony w skład 54 Armii, po czym walczył na Froncie Północnym i Leningradzkim. Od 12 stycznia do 3 lutego 1942 dowodził 1 Korpusem Kawalerii na Froncie Zachodnim, 6 marca 1942 objął dowództwo 2 Gwardyjskiego Korpusu Kawalerii, którego działaniami bojowymi kierował m.in. podczas operacji białoruskiej, wiślańsko-odrzańskiej, wschodniopruskiej i pomorskiej (1945). 16 października 1943 otrzymał stopień generała porucznika. Dowodzony przez niego korpus sforsował Pilicę, odegrał decydującą rolę w zajęciu Warszawy i innych polskich miast, a 5 marca 1945 zdobył Połczyn-Zdrój. Po zakończeniu wojny nadal dowodził korpusem w składzie Specjalnego Okręgu Wojskowego w Królewcu do jego rozformowania w grudniu 1945, w maju 1946 został naczelnikiem Wyższej Oficerskiej Szkoły Kawalerii im. Budionnego, od czerwca do października 1947 pozostawał w dyspozycji Głównodowodzącego Wojskami Lądowymi, po czym został zastępcą dowódcy 36 Gwardyjskiego Korpusu Strzeleckiego.
18 września 1948 został aresztowany pod zarzutem „grabieży i przywłaszczania zdobycznego mienia na wielką skalę”. Oskarżono go o plądrowanie pod koniec wojny mieszkań uciekających Niemców i przewóz do swojego moskiewskiego mieszkania mebli, obrazów, zabytkowych naczyń, dywanów i kosztowności i rabunek kilku samochodów. 2 listopada 1951 został skazany przez Wojskowe Kolegium Sądu Najwyższego ZSRR na 25 lat obozu pracy, utratę praw na 5 lat i konfiskatę mienia. Postanowieniem Rady Ministrów z 10 listopada 1952 został pozbawiony stopnia wojskowego.
W lipcu 1953 decyzją Wojskowego Kolegium Sądu Najwyższego ZSRR został zrehabilitowany, 10 sierpnia 1953 Rada Ministrów ZSRR przywróciła mu stopień wojskowy, a 14 sierpnia 1953 przywrócono mu prawa. Po wypuszczeniu z łagru przebywał na leczeniu, a od listopada 1953 do 1954 uczył się na wyższych kursach akademickich przy Akademii Wojskowej im. Woroszyłowa. W marcu 1955 został zastępcą naczelnika Akademii Wojskowo-Prawnej, od grudnia 1956 był w dyspozycji Głównego Zarządu Kadr Ministerstwa Obrony ZSRR, a w kwietniu 1957 zakończył służbę wojskową.
Został pochowany na Cmentarzu Nowodziewiczym.

## Odznaczenia
- Złota Gwiazda Bohatera Związku Radzieckiego (6 kwietnia 1945)
- Order Lenina (trzykrotnie – 1940, 1941 i 6 kwietnia 1945)
- Order Czerwonego Sztandaru (dwukrotnie)
- Order Suworowa I klasy (2 września 1944)
- Order Kutuzowa I klasy (29 maja 1945)
- Order Suworowa II klasy (dwukrotnie – 18 marca 1943 i 31 marca 1943)
- Medal „Za obronę Leningradu”
- Medal „Za obronę Moskwy”
- Medal „Za wyzwolenie Warszawy”
- Medal „Za zdobycie Berlina”
- Medal „Za zwycięstwo nad Niemcami w Wielkiej Wojnie Ojczyźnianej 1941–1945”

Oraz medale jubileuszowe ZSRR i ordery i medale zagraniczne.